# 5 Gwardyjski Korpus Pancerny (ZSRR)

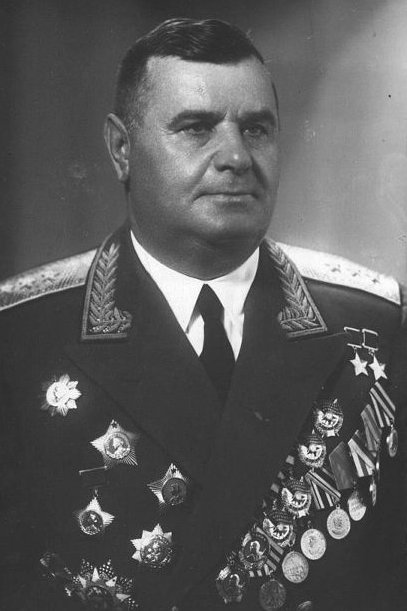
Gen. por. Andriej Krawczenko, pierwszy dowódca 5 Korpusu Pancernego Gwardii

5 Stalingradzko-Kijowski Gwardyjski Korpus Pancerny odznaczony Orderem Lenina, Czerwonego Sztandaru, Suworowa i Kutuzowa (ros. 5-й гвардейский танковый Сталинградско-Киевский ордена Ленина, Краснознамённый, орденов Суворова и Кутузова корпус) – jednostka pancerna Armii Czerwonej z okresu II wojny światowej, uczestniczyła w walkach z armiami III Rzeszy i Japonii.
5 Gwardyjski Korpus Pancerny został utworzony rozkazem z 7 lutego 1943, przez przemianowanie 4 Korpusu Pancernego. Przeciw armii niemieckiej walczył głównie w składzie 6 Armii Pancernej i powstałej przez jej przemianowanie 6 Gwardyjskiej Armii Pancernej. W czasie bitwy na łuku kurskim, Korpus poniósł dotkliwe straty w kadrze dowódczej, poległo dwóch dowódców pułków a jeden został ranny.
Po pokonaniu III Rzeszy, 5 Gwardyjski Korpus Pancerny wchodzący nadal w skład 6 Gwardyjskiej Armii Pancernej został przerzucony na Daleki Wschód w celu walki z Japonią, sojuszniczką III Rzeszy. Działania bojowe przeciw japońskiej Armii Kwantuńskiej 5 Gwardyjski Korpus Pancerny prowadził m.in. w rejonie Czanguni i Mukdeni.

## Dowództwo korpusu
- gen. por. Andriej Krawczenko (07.02.1943 – 10.01.1944)
- gen. por. Wasilij Aleksiejew[7] (21.01.1944 – 25.08.1944 †)
- płk Fiodor Żilin (25.08.1944 – 26.08.1944)
- gen. por. Michaił Sawieliew (27.08.1944 – 03.09.1945)[1].

Szef sztabu:
- płk Piotr Żidkow (00.04.1943 – 00.06.1943)
- płk Aleksandr Łukszin (01.03.1943 – 09.05.1945)[8].

## Struktura organizacyjna
- 20 Gwardyjska Brygada Pancerna
- 21 Gwardyjska Brygada Pancerna
- 22 Gwardyjska Brygada Pancerna
- 6 Brygada Piechoty Zmotoryzowanej[1].